# Acacia fagonioides
Acacia fagonioides är en ärtväxtart som först beskrevs av George Bentham, och fick sitt nu gällande namn av James Francis Macbride. Acacia fagonioides ingår i släktet akacior, och familjen ärtväxter. Inga underarter finns listade i Catalogue of Life.